# Phaeoura kirkwoodi
Phaeoura kirkwoodi là một loài bướm đêm trong họ Geometridae.